# ITS Cavour
ITS Cavour je talijanski nosač zrakoplova i zapovjedni brod talijanske ratne mornarice.

## Razvoj
Gradnje ITS Cavoura počela je studenoga 2000., kad je tvrtka Fincantieri dobila ugovor vrijedan 900 milijuna eura, kojim je obuhvaćeno projektiranje i gradnja novog talijanskog nosača zrakoplova, ali i razvoj sustava za nadzor borbenog djelovanja. U srpnju 2002. konzorcij tvrtki, predvođenih tvrtkom Alenia Marconi Systems (sada Selex Sistemi Integrati) dobio je ugovor vrijedan 229 milijuna eura kojim je pokrivena isporuka i instalacija senzora i oružanih sustava. Na kraju je u studenom 2003. Selex-SI je dobio ugovor vrijedan 145 milijuna eura za dovršenje razvoja i integracije te testiranje i operativnu evaluaciju sustava za nadzor borbenog djelovanja.
Prve čelične ploče izrezane su u srpnju 2001. Zanimljivo je da je nosač građen u dvije sekcije. Prva je napravljena u brodogradilištu Riva Trigoso a druga u brodogradilištu Muggiano, oba u vlasništvu Fincantierija. Nakon njihovog spajanja brod je porinut u srpnju 2004. Prva testiranja na moru obavljena su u prosincu 2006. Sljedeće godine na brod stiže prvi kontingent buduće posade, koja je postupno popunjavana. Primopredaja broda obavljena je u ožujku 2008. godine, a čast prvog zapovjednika pripala je kapetanu bojnog broda Gianluigi Reversi. 

## Testiranja operativnih mogućnosti
Nakon službene primopredaje talijanskoj ratnoj mornarici u ožujku 2008., ITS Cavour je ostao u vodama ispred La Spezie, ispred brodogradilišta Muggiano. Ostanak blizu brodogradilišta bio je neophodan radi lakše tehničke potpore stručnjaka tvrtke Fincantieri.
Prva godina jamstvenog roka za brod istekla je u prvom kvartlu 2009., nakon čega se brod vratio u dok u brodogradilište Muggiano na najmanje četiri mjeseca održavanja i modifikacija. Razvoj složenog softvera (s više od milijun kodnih linija) pokazao se najvećim izazovom. Zbog toga su tvrtke Selex-SI i ElsagDatamat u Rimu formirale zajednički centar za razvoj softvera i integraciju. Njegova je glavna zadaća bila integriranje, testiranje i ocjena uporabljivosti softvera prije nego što se pošalje u Shore Integration Acceptance Centre (SAIC) talijanske ratne mornarice. Nakon svih obavljenih testiranja stavljen je u službu 10. lipnja 2009. godine.
Prva misija nosača bila je na Haitiju (operacija "White Crane") kako bi donio pomoć ljudima stradalima u potresu u siječnju 2010. godine. Plovidbu prema Haitiju započeo je 19. siječnja 2010. iz matične luke La Spezia u Italiji. U toj operaciji na brodu su bila dva brazilska helikoptera, UH-14 Super Puma i UH-12 Squirrel i njihova posada.

## Opis
ITS Cavour je najveći ratni brod izgrađen u Italiji nakon Drugog svjetskog rata. Puna istisnina mu je 27 500 tona, otprilike dvostruko više nego nosaču zrakoplova ITS Giuseppe Garibaldi. Dužina preko svega mu je 244 m (oko 60 m duži od Garibaldija), širina 39 m, a gaz 7,6 m.
Kao i ITS Garibaldi, i ITS Cavour je višenamjenski ratni brod čije su mogućnosti veće nego klasičnih nosača zrakoplova. Formalno novi zapovjedni brod talijanske ratne mornarice označen je kao STOVL (Short Take-Off/Vertical Landing) nosač zrakoplova sposoban za nadzor mora, projekciju snage, amfibijske i ekspedicijske zadaće, operacije održanja mira, neborbenu evakuaciju, humanitarnu pomoć i spašavanje nakon prirodnih katastrofa. Osim toga ITS Cavour se može rabiti i za zadaće borbene potpore amfibijskim operacijama i snagama na kopnu, te za uništavanje ciljeva na moru i u zraku. Njegova helikopterska grupa može obavljati prijevoz snaga, oružja i opreme mornarice i kopnene vojske.
Unutar trupa nalazi se devet paluba, plus još pet u zapovjednom otoku na letnoj palubi. Letna paluba ima površinu od 6800 m2 (234x34,5 m), a na njezinom pramčanom dijelu nalazi se ski-jump platforma pod kutom od 12 stupnjeva namijenjena olakšanju polijetanja STOVL aviona. Poletno-sletna staza dužine 183 i širine 14 metara može primiti do šest helikoptera AgustaWestland AW101. Na desnoj strani letne palube nalazi se i osam "parkirnih" mjesta za održavanje i opskrbu zrakoplova. Na pramčanom dijelu letne palube ostavljen je prostor za prihvat sedam manjih helikoptera namijenjeni traganju i spašavanju. Letna je paluba dovoljno prostrana i čvrsta da može primiti helikoptere veličine američkog CH-47 Chinooka. Zahvaljujući osvjetljenju letne palube (proizvod tvrtke Riva Calzoni), koje je prilagođeno uporabi sustava za noćno gledanje, znatno su olakšanja noćna djelovanja.
Iako se brodski hangar može rabiti kao garaža za vozila, njegova površina od 2500 m2 (134x21 m) i maksimalna visina od 7,2 m prilagođen je smještaju 12 helikoptera AW101 ili osam jurišnih aviona Boeing AV-8B Harrier II Plus, koje će naknadno zamijeniti višenamjenski STOVL borbeni avioni Lockheed Martin F-35B Lighting II Joint Strike Fighetr (JSF). Naravno, moguće su i najrazličitije kombinacije helikoptera i aviona. Veza između hangara i letne palube ostvarena je pomoću dva dizala nosivosti 30 tona. Jedno je dizalo smješteno ispred zapovjednog otoka, dok je drugo neposredno iza. Za prijevoz ljudi, streljiva, te ostalog tereta brod je opskrbljen i s dva manja dizala nosivosti 15 tona.
Zahvaljujući snažnoj konstrukciji u hangar se može smjestiti vozila i druge opreme mase oko 1000 tona. U praksi to znači do 24 tenka Ariete, 50 oklopnih borbenih vozila Dardo ili 100 lakih borbenih vozila Iveco LMV. Utovar i istovar vozila i opreme obavlja se preko dvije rampe nosivosti 60 tona. Jedna je na krmenom dijelu a druga na desnom boku broda, ispod zapovjednog otoka.

## Pogon
ITS Cavour rabi COGAG (Combined Gas And Gas) pogonsku kombinaciju koju čine četiri plinske turbine Avio/General Electric LM 2500, uparene po dvije. Kako im je pojedinačna snaga 22 MW, teoretska maksimalna snaga je 88 MW. Po dvije turbine pokreću preko zajedničkog reduktora jedan brodski vijak s pet latica dužine 6,4 metra. Radi smanjenja buke i vibracija po dvije su turbine smještene u zasebne odjeljke. Upravljanje brodom obavlja se preko dva nezavisna kormila. Uporabljena COGAG kombinacija omogućava ostvarenje maksimalne održive brzine plovidbe od 28 čvorova pri uporabi 85 posto snage. To je dovoljno za ostvarenje dostatnog vjetra na letnoj palubi pri mirnom vremenu (vjetar je potreban za olakšavanje polijetanja Harriera). Ovu je pogonsku konfiguraciju odabrala i indijska ratna mornarica za svoj domaći nosač zrakoplova INS Vikramaditya koji je još uvijek u gradnji. Cavour pri krstarećoj brzini (16 čvorova) troši 3 tone dizela na sat, a pri punoj brzini 25 tona.
ITS Cavourovih 7000 nautičkih milja pri konstatnoj brzini krstarenja od 16 čvorova otprilike odgovara autonomiji od 18 dana. To mu omogućava duga djelovanja daleko od luka (recimo Perzijski zaljev) bez potrebe čestog posjećivanja luka radi opskrbe.
Za opskrbu električnom energijom namijenjeno je šest dizelskih generatora Wartsila CW 12V200 snage 2200 kW te još dva generatora (po jedan na svakoj pogonskoj osovini) Ansaldo Sistemi Industriali snage 2200 kW. Svi brodski sustavi opskrbljuju se električnom energijom od 660 V i 50Hz.
Za stabilizaciju broda na teškom moru zadužena su dva Fincantierijeva aktivna stabilizatora. Njihova je zadaća zadržavanje dobrih maritimnih odlika i pri stanju mora 6. Pritom se prije svega misli na održavanje dostatne stabilnosti letne palube kako bi se omogućilo polijetanje i slijetanje zrakoplova. Na pramcu i krmi nalaze se porivnici čija je primarna zadaća olakšavanje manevriranja na malom prostoru, te sekundarna zadržavanje stabilnosti broda pri snažnom bočnom vjetru (do stanja mora 5).

## Smještaj posade
Unatoč veličini i složenosti ITS Cavour ima posadu od samo 451 časnika, dočasnika i mornara, ne računajući pripadnike letne skupine. To je osjetno manje do 630 članova posade ITS Garibaldija. S druge strane na ITS Cavouru je osiguran smještaj za 1205 ljudi, čime je omogućeno obavljanje širokog spektra zadaća. Uz standardnu posadu na brodu je osiguran smještaj i za 203 pripadnika zrakoplovne skupine, 145 pripadnika stožera združenih ili kombiniranih snaga, amfibijske postrojbe jačine 325 vojnika, čija se veličina kratkotrajno može povećati za još 91 vojnik.
Zanimljivo je da su tijekom projektiranja Cavoura Fincantierijevi projektanti iskoristili svoje bogato iskustvo u projektiranju velikih putničkih brodova za odmor (kruzera), pritom naravno poštujući zahtjeve talijanske ratne mornarice, u projektiranju kabina, prostora za rekreaciju, blagavaonica i drugih pomoćnih prostora kako bi povećali kvalitetu života na brodu. Tako je svaki modul za smještaj opremljen i opremom namijenjenom ženskom dijelu posade. Čak i najveće kabine nemaju više od četiri kreveta, dok su časnici smješteni isključivo u jednokrevetnim kabinama, čija razina komfora još nije viđena na ratnim brodovima talijanske ratne mornarice. Ipak, zbog ograničenja prostora, za smještaj pripadnika amfibijskih snaga (koji i ovako nisu stalno ukrcani) određene su znatno veće kabine s ukupno 21 krevetom.
Ovaj višenamjenski bojni brod opremljen je i za odgovarajuću sanitetsku potporu. Tako je na ITS Cavouru 430 m2 odvojeno za prostor brodske bolnice, najviše od svih ratnih brodova talijanske ratne mornarice. Tako veliki prostor omogućuje smještaj svih potrebnih medicinskih uređaja i prostora, uključujući dvije potpuno opremljene operacijske dvorane. Tu su i sobe za intenzivnu njegu bolesnika, rendgenski i drugi slični uređaji za pregled, zubarska ambulanta, dijagnostički laboratoriji.
Tijekom projektiranja i gradnje izvršeno je više modifikacija kako bi se ostvarila stroga pravila talijanske ratne mornarice, ali i zadovoljili međunarodni (MARPOL) propisi sprječavanja brodskog zagađivanja mora. Pritom se Fincantieri pridržavao najnovijih propisa o uporabi materijala, dok se sprečavanje zagađenja ponajviše odnosi na kontrolu i tretman tekućeg i krutog otpada.

## Zrakoplovna skupina
Nosač zrakoplova i zapovjedni brod talijanske ratne mornarice može ukrcati kombiniranu zrakoplovnu skupinu od oko 20 aviona i helikoptera (standardna zrakoplovna skupina ima između osam i 10 zrakoplova, ovisno o misiji, koliko je optimum za nesmetano djelovanje). Zračnu zaštitu na većim udaljenostima osigurava AV-8B Harrieri II Plus (koje će naknadno zamijeniti F-35B Lightingi II JSF) opremljeni vođenim projektilima zrak-zrak srednjeg dometa AIM-120 AMRAAM i kratkog dometa AIM-9 Sidewinder. Za nadzor zračnog prostora i površine mora rabe se helikopteri AW101 HEW (Helicopter Early Warning) opremljeni radarom Selex Galileo HEW-784, te datalinkom za prijenos podataka u realnom vremenu Link 11 (naknadno će se ugraditi Link 16). Radar HEW-784, osim nadzora zračnog prostora i morske površine, omogućava i otkrivanje i praćenje ciljeva na zemlji.
Zadaće uništavanja ciljeva na kopnu i površini mora izvršavaju avioni AV-8B naoružani laserskim i/ili GPS navođenim projektilima. Glavna zadaća helikoptera AW101, osim što se rabiti za uništavanje ciljeva na površini mora, bit će otkrivanje i borba protiv podmornica. Za uništavanje ciljeva na površini mora rabe se vođene projektile zrak-brod MBDA Marte Mk 2/S, a za uništavanje podmornica laka samonavođena torpeda kao što je MU90 Impacta ili A244/S. Helikopterska skupina će se popuniti i helikopterima NHIndustries NH90. Desantiranje snaga, oružja i opreme na kopno, te ostale vrste transporta obavljat ASH (Amphibious Support Helicopter), inačica helikoptera AW101 i, ubrzo, NH90 (mornarička inačica transportnog TTH). Naravno, uz njih će se još jedno vrijeme rabiti i stariji helikopteri Agusta/Bell AB212 i Agusta/Sikorsky SH-3D.
Prva probna djelovanja zrakoplova s ITS Cavoura obavljena su od 7. do 9. studenog 2007. Po jedan AB212 i AW101 helikopter, te jedan AV-8B Harrier II Plus prebačeni su na brod kako bi se ispitala mogućnost dnevnog i noćnog djelovanja, testirali sustavi za prebacivanje zrakoplova po palubi i hangaru, dizala i drugi sustavi ugrađeni na letnoj palubi i hangaru.

## Zapovjedno-nadzorni sustavi
Ispod letne palube nalazi se prostor površine 1300 m2 namijenjen smještaju zapovjedništava. Unutar njega nalazi se mali odvojeni prostor brodskog Combat Information Centre (CIC), dok je veći dio prostora namijenjen smještaju drugih zapovjedništava kao što su: zapovjedništvo pomorskih snaga, zapovjedništvo združenih snaga, zapovjedništvo amfibijskih/kopnenih snaga.
Cavourov zapovjedno-nadzorni sustav razvijen je kao derivat istovjetnog sustava koji se rabi na talijansko-francuskim fregatama klase Horizon. On ujedinjuje nadzor nad zapovjednim, komunikacijskim i oružanim sustavima broda. Rabi se i za planiranje borbenih zadaća i nadzor njihovog izvršenja, ali i za nadzor brodskih zaliha goriva i streljiva. Kako bi se povećala vjerojatnost preživljavanja broda nakon oštećenja, osigurana je mogućnost zasebnog djelovanja sustava za nadzor paljbe brodskog naoružanja, kao i zapovjedno-nadzornog sustava.
Osnovu uspješnog djelovanja zapovjedno-nadzornog sustava čini prijenos podataka preko optičkih vlakana unutar brodske mreže. Videoslika (s radara, infracrvenih i TV senzora) prenosi se u digitalnom i analognom obliku, te je dostupna za sve konzole zapovjedno-nadzornog sustava. Uz to, osiguran je sustav za neprestano zapisivanje i čuvanje svih značajnih podataka o djelovanju broda. Sve u svemu, samo za djelovanje zapovjedno-nadzornog sustava provučeno je 540 kilometara kabela. Za prijenos električne energije i za potrebe nadzora nad brodskim sustavima položeno je još 820 kilometara kabela.

## Radarski i elektronički sustavi
ITS Cavour ima širok spektar senzora, sustava za elektroničko djelovanje i naoružanja. Za nadzor zračnog prostora i obrane od ugroza iz zraka zaduženi su višenamjenski radari Selex-SI RAN-40L i SPY790 EMPAR. Antena radara RAN-40L smještena je na vrhu jarbola na kraju zapovjednog otoka. Ovaj 3-D radar koji radi u D-frekventnom rasponu osigurava instrumentalni domet motrenja do 400 km i 30 km po visini. Njegova osnovna zadaća je nadzor zračnog prostora na velikim udaljenostima. Za nadzor zračnog prostora i površine mora na srednjim i malim udaljenostima zadužen je radar SPY790 EMPAR, čija se antena nalazi na vrhu jarbola smještenog neposredno iza zapovjednog mosta. Ovaj 3-D radar, koji djeluje u C frekventnom rasponu, već se rabi na talijanskim i francuskim fregatama klase Horizon, a ugrađivat će se i na talijanske FREMM fregate. Ovaj višenamjenski radar obavlja motrenje zračnog prostora i morske površine, otkrivanje i detekciju ciljeva, njihovo praćenje te navođenje paljbe topničkog i raketnog oružja. Brzina vrtnje radarske antene je 60 okretaja u minuti, a istodobno može pratiti do 300 ciljeva i navoditi do dvanaest vođenih projektila brod-zrak. Naravno, oba su radara opremljena i IFF sustavima detekcije pripadnosti.
Kako će se SPY750 pretežito rabiti za otkrivanje i praćenje ciljeva u zraku, za nadzor morske površine i vrlo malih visina namijenjen je radar Selsex-SI RAN-30X/I. Još važniji je RASS (RAdar di Sorveglianza di Superficie) radar. RASS radi u X-frekventnom rasponu. Njegova je namjena nadzor morske površine i zračnog prostora preko horizonta, te rano otkrivanje protubrodskih vođenih projektila. Sekundarne zadaće su mu navigacija i nadzor leta helikoptera. 
Uz radarske sustave na ITS Cavour je ugrađen i elektrooptički motrilački sustav Selex Galileo Silent Acquisition Sub-System. Riječ je o infracrvenom motrilačkom sustavu treće generacije koji je postavljen na vrh malog jarbola smještenog na krov zapovjednog mosta. Iako teoretski može motriti u svih 360 stupnjeva, na ITS Cavouru mu je zona motrenja ograničena brodskim jarbolima. Optičko otkrivanje ciljeva na malim udaljenosti obavljat će se GEM Elettronica Electro Optical Stabilized Surveillance Systemima.
Kako je ITS Cavour prije svega nosač zrakoplova, dobio je i odgovarajuće sustave za njihovo navođenje na letnu palubu. Osnovni je radar za navođenje pri slijetanju Galileo Avionica SPN720, koji je ugrađen i na britanske nosače zrakoplova klase Invicible i na južnokorejski amfibijski brod Dokdo. Za precizno navođenje po noći i pri lošoj vidljivosti namijenjen je sustav za instrumentalno slijetanje Telephonic SPN41. Piloti na AV-8B imat će i potporu svjetlosnog sustava za navođenje pri slijetanju EODS/DAPS.
Kao budući zapovjedni brod talijanske ratne mornarice, ITS Cavour je dobio i snažne sustave za elektroničko djelovanje, iste one koji se rabe i na fregatama klase Horizon Thales RESM i Nettuno 4100 sustavi za aktivno radarsko ometanje. Uz njih na brod su instalirani i dva bacača lažnih ciljeva OTO Melara/Selex-SI SCLAR-H.
Iako ITS Cavour nije primarno "zadužen" za protupodmorničku borbu, ipak je dobio i sonare, uključujući WASS SNA-2000 aktivni sonar za otkrivanje mina. Osim toga izvršena je i priprema za naknadnu ugradnju SLAT sustava za obranu od vođenih torpeda.

## Naoružanje
Iako ITS Cavour djeluje uz snažnu pratnju brodova namijenjenih za njegovu protuzračnu obranu, i sam je opremljen odgovarajućim oružanim sustavima. Osnovni sustav za protuzračnu obranu je Eurosam SAAM-IT koji se, u ovom slučaju, sastoji od četiri osmerostruka okomita lansera Sylver A43 namijenjena smještaju protuzračnih vođenih projektila brod-zrak Aster 15. Iako projektili Aster imaju aktivno radarsko samonavođenje na ciljeve, za njihovo navođenje u srednjem dijelu putanje zadužen je radar SPY790 EMPAR. Maksimalni doseg projektila Aster 15 je trideset kilometara, a osnovna zadaća im je uništavanje protubrodskih vođenih projektila.
Za proturaketnu obranu na malim udaljenostima rabit će se tri automatska topa OTO Melara KBA 25/80 kalibra 25 mm. Jedan je postavljen na letnu palubu ispred ski-jump rampe, jedan na desni bok broda, a jedan na krmeni dio broda. Naknadno će se ugraditi i dva automatska topa OTO Melara 76/62 Super Rapid kalibra 76 mm s pripadajućim sustavom za kontrolu paljbe Selex-SI NA-25X.

## Vanjske poveznice
- http://www.naval-technology.com/projects/num/
- http://digilander.libero.it/en_mezzi_militari/html/en_cavour.html